# Falling into Place
Falling into Place ist ein Filmdrama von Aylin Tezel. Bei dem auf der Isle of Skye spielenden Film handelt es sich um den Debütfilm der als Tatort-Ermittlerin bekannten Schauspielerin. Die Premiere des Films erfolgte Anfang Oktober 2023 beim Filmfest Hamburg. Der Kinostart in Deutschland erfolgte Anfang Dezember 2023.

## Handlung
Kira und Ian, beide Mitte 30, lernen sich an einem Winterwochenende auf der Isle of Skye kennen. Beide befinden sich auf der Flucht, vor ihrer Vergangenheit ebenso wie vor der Realität ihres jetzigen Lebens. Kira ist frisch von ihrem Freund Aidan getrennt und fragt sich, ob sie immer die falschen Menschen wählt. Ian wiederum führt nach eigenem Wunsch eine offene Beziehung, ist damit aber eigentlich unzufrieden. Zudem fühlt er sich schuldig, weil er seine Schwester, die an Depressionen leidet, seit Jahren nicht gesehen hat.
In den 36 Stunden, die sie miteinander verbringen, entsteht zwischen den zwei Fremden eine tiefe, fast magische Verbindung. Die Ereignisse nehmen eine dramatische Wendung, als am zweiten Tag Ians Mutter anruft und die ganze Familie ins Krankenhaus eilt, in das die Schwester gerade eingeliefert wurde. Ohne Fragen zu stellen, bleibt Kira die ganze Zeit an Ians Seite.

## Produktion

### Filmstab und Besetzung

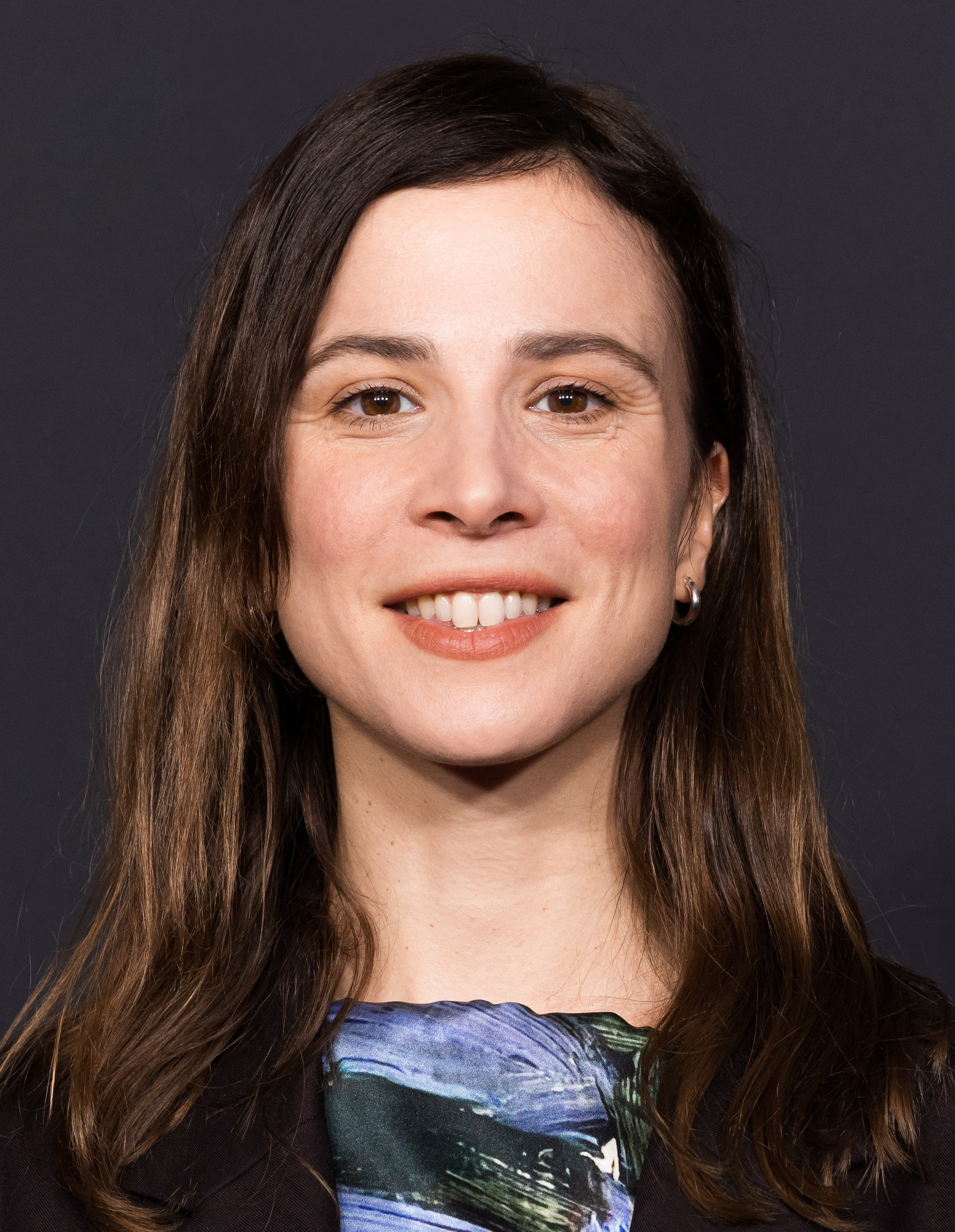
Regisseurin und Hauptdarstellerin Aylin Tezel

Regie führte Aylin Tezel, die auch das Drehbuch schrieb. Falling into Place ist der Debütfilm der als Schauspielerin bekannten Tezel. Ab dem Jahr 2012 gehörte sie als Ermittlerin Nora Dalay zum Dortmunder Tatort-Team des WDR um Jörg Hartmann und Anna Schudt.
Tezel spielt auch in der weiblichen Hauptrolle die Deutsche Kira, während Chris Fulton, vor allem bekannt durch die Rolle von Sir Phillip Crane in der Netflix-Serie Bridgerton, ihre neue Bekanntschaft Ian spielt. In weiteren Rollen sind Rory Fleck-Byrne als Kiras Ex-Freund Aidan, Juliet Cowan als Sara, Alexandra Dowling als Emily und Olwen Fouéré als Judy zu sehen.

### Filmförderung und Dreharbeiten
Der Film erhielt von der Film- und Medienstiftung NRW eine Produktionsförderung in Höhe von 500.000 Euro und vom Deutschen Filmförderfonds in Höhe von rund 171.000 Euro. Von der Filmförderungsanstalt erhielt er eine Verleihförderung in Höhe von 20.000 Euro.
Die Dreharbeiten fanden von 27. März bis 10. Mai 2022 überwiegend in London und in Schottland statt, wo man in Glasgow und auf der Isle of Skye drehte. Kameramann Julian Krubasik war bereits dreimal bei Camerimage nominiert, 2013 für die Kurzdoku Shoot Me, 2015 für Ein idealer Ort im Studentenwettbewerb und 2016 für Agonie, und wurde 2022 für seine Arbeit an der Doku Dig Deeper – Das Verschwinden von Birgit Meier mit dem Deutschen Kamerapreis ausgezeichnet.

### Filmmusik und Veröffentlichung
Die Filmmusik steuerten der in Berlin tätige Komponist elektronischer Musik Ben Lukas Boysen, auch bekannt unter seinem Künstlernamen Hecq, und der britische Musikproduzent, DJ und Remixer im Bereich Electro und House Jon Hopkins bei. Das Soundtrack-Album mit insgesamt elf Musikstücken wurde Ende März 2024 von Erased Tapes als Download veröffentlicht.
Die Premiere des Films fand am 3. Oktober 2023 beim Filmfest Hamburg statt. Im November 2023 wurde Falling into Place beim Braunschweig International Film Festival und beim Tallinn Black Nights Film Festival gezeigt. Der Kinostart in Deutschland war am 7. Dezember 2023. Im März 2024 wurde der Film beim Glasgow Film Festival gezeigt. Am 18. April 2024 wird der Film auf DVD veröffentlicht. Im Juni 2024 sind Vorstellungen beim Raindance Filmfestival geplant. Anfang September 2024 wird der Film beim Festival des deutschen Films vorgestellt.

## Rezeption

### Kritiken
Jannek Suhr von epd Film schreibt in seiner Kritik, Aylin Tezel habe für die Sehnsucht von Kira und Ian nach Intimität und Nähe eine fast quälend schöne, melancholische Stimmung kreiert, mit Aufnahmen vom verschneiten Schottland, dunklen Pubs und dem grauen, hektischen London, unterlegt mit verträumter Musik. Streckenweise wirke der Film fast zu perfekt inszeniert, etwa am Ende, wenn, passend zum Plot, nicht mehr graues Wetter, sondern frühlingshafte Sonne das Setting bestimmen. Die meisten Szenen würden aber die Gefühlslagen der Helden mit großer Zielsicherheit treffen. Auch das immer wieder zur Sprache kommende Gefühl, als Erwachsener sein Leben nun im Griff haben zu müssen, dürfte vielen Zuschauern bekannt vorkommen.

### Auszeichnungen
Im Rahmen der Verleihung der British Independent Film Awards 2024 befindet sich John McKay in der Longlist als bester Nachwuchsproduzent.
Braunschweig International Film Festival 2023
- Nominierung im Wettbewerb (Aylin Tezel)[8]

Deutscher Filmpreis 2024
- Nominierung für den Besten Schnitt (David J. Achilles)

Festival des deutschen Films 2024
- Auszeichnung mit einem Filmkunstpreis
- Nominierung für den Rheingold Publikumspreis[13][16]

Glasgow Film Festival 2024
- Nominierung für den Publikumspreis[10]

Preis der deutschen Filmkritik 2024
- Nominierung als Bestes Spielfilmdebüt[17]

Raindance Filmfestival 2024
- Nominierung in der Sektion Discovery[18]

Schnitt-Preis 2024
- Nominierung für den Schnitt-Preis Spielfilm (David J. Achilles)[19]

Tallinn Black Nights Film Festival 2023
- Auszeichnung mit dem FIPRESCI-Preis (Aylin Tezel)
- Nominierung im First Feature Competition (Aylin Tezel)[20][21][22]